# Aricoris indistincta
Aricoris indistincta is een vlindersoort uit de familie van de prachtvlinders (Riodinidae), onderfamilie Riodininae.
Aricoris indistincta werd in 1932 beschreven door Lathy.